# 3162 Nostalgia
3162 Nostalgia (1980 YH) là một tiểu hành tinh vành đai chính được phát hiện ngày 16 tháng 12 năm 1980 bởi E. Bowell ở Flagstaff (AM).